# Йоміурі Сімбун
Йоміурі Сімбун (яп. 讀賣新聞, よみうりしんぶん, «газета „Оповісник“»; англ. The Yomiuri Shimbun) — японська загальнонаціональна газета видавництва групи Йоміурі, що виходить з 1874 року. Є однією з найбільших газет Японії разом із «Асахі Сімбун», «Майніті Сімбун», «Ніхон Кейдзай Сімбун» і «Санкей Сімбун». Виходить двічі на день: ранковим і вечірнім випуском. Має найбільший обіг у світі. Вона була заснована родиною Мотоно як газета для інтелігенції.
«Йоміурі Сімбун» займає перше місце серед найпопулярніших газет країни. На січень 2002 року тираж ранкових та вечірніх випусків становив 14,32 мільйонів примірників. Це найвищий показник у світі.
«Йоміурі Сімбун» виходить японською мовою, а також англійською під назвою «The Japan News».

## Історія газети
«Yomiuri» почала випускатися в 1876 р компанією «Nisshusha» як невелика щоденна газета, а протягом 1880-х і 1890-х рр. стала відомою як літературне видання, в якому публікувалися роботи таких письменників, як наприклад Одзакі Койо).
У 1923 р. землетрус зруйнував більшу частину Токіо. «Асахі сімбун» і «Майніті сімбун» (м. Осака), буквально за ніч стали найбільшими загальнонаціональними газетами, що практично домінували над усією газетною індустрією Японії. Під час цього стихійного лиха було зруйновано редакції кількох впливових газет, у тому числі центральний офіс «Йоміурі», що остаточно поховало надії тодішнього її власника Т. Мацуями зробити зі свого «дітища» одне з провідних національних видань. Він був готовий поступитися газетою першому зустрічному за 100 тисяч єн (близько 25 тис. доларів), чим і скористався Серікі Мацутаро, який і став її новим власником.
Малознайомий із газетно-видавничою справою, С. Мацутаро розраховував насамперед на свою працездатність і знання життя. Вже в перший день він оголосив робітникам, що має намір працювати в п'ять разів більше, ніж будь-який інший газетний видавець у країні, але очікує від своїх редакторів, що вони як мінімум удвічі будуть працелюбнішими за конкурентів. Однак Серікі брав не тільки цим. Дії нового президента були настільки несподівані й ефективні, що заслуговують на включення до будь-якого сучасного підручника з підприємництва і маркетингу.
Насамперед він навів лад у самій редакції. На вході було встановлено годинник-табулятор, і журналісти, що звикли при колишніх власниках до вільного життя, вже мали реєструвати час своєї появи та тривалість перебування на роботі. Новий власник безжалісно звільнив та віддав до суду тих співробітників відділу реклами, які привласнили частину отриманих від рекламодавців коштів. Потім він викреслив із редакційних списків розсилки майже всі організації та окремих осіб, які відповідно до загальноприйнятної в газетному світі практики отримували безкоштовний примірник газети, на що йшла п'ята частина накладу. Було вжито заходів для скорочення друкарського браку, з чим багато видавців у ті роки мирилося.
С. Мацутаро спробував змінити характер свого видання, орієнтуючи його у відповідності до вимог читачів. Якщо попередні власники газети робили ставку виключно на високоосвіченого, інтелігентного читача, то Мацутаро вирішив значно розширити читацьку аудиторію своєї газети. На відміну від інших столичних газет, які лише зрідка зверталися до жіночої тематики, видавець увів щоденну рубрику для домогосподарок, розміщуючи там не тільки матеріали з кулінарії, виховання дітей і ведення домогосподарства, але й проблемні соціальні статті про жіночу рівноправність. З'явилася в газеті й колонка, присвячена релігійним проблемам.
Мацутаро одним із перших збагнув, які перспективи відкриваються перед радіо, що у 1925 р. переживало в Японії ще пору дитинства: у Токіо нараховувалося не більше 50 тис. детекторних приймачів. І тоді «Йоміурі» першою серед японських газет почала публікувати програму радіопередач, тексти нових модних пісень, що лунали в ефірі. Тут же друкувалися поради фахівців, як власними руками зібрати радіоприймач. Розрахунок виявився вірним, число радіоаматорів почало зростати, а разом з цим став неухильно збільшуватися й наклад «Йоміурі».

Логотип «Йоміурі Сімбун»

Наступною вдалою знахідкою видавця стало звернення до теми гри Го. У Японії величезна кількість людей захоплювалися цією настільною грою. Але в той час провідні майстри належали до двох різних шкіл, що ніяк не могли з'ясувати, хто ж із них сильніший. Серікі не тільки звів їх за одною дошкою, а став публікувати докладні звіти про турнір, які потім переросли в постійну колонку на сторінках «Йоміурі». Відчуваючи зацікавленість читача, редакція газети почала регулярно публікувати прогнози й підсумки іподромних бігів, з'явилася також колонка для рибалок.
Завдяки цим вдалим інноваційним крокам наклад газети невпинно зростав: у 1924 р., коли Серікі придбав «Йоміурі», щоденний тираж газети становив 40 тис. примірників, у 1927 р. — 123 тис., наступного року — 147 тис., ще через рік — 220 тис. З 1930 р. було розпочато публікацію додатка до газети, що виходив тричі на тиждень, причому чималу його частину займали популярні серед молоді комікси. Щоб збільшити потік новин до редакції, видавець «Йоміурі» запропонував власникам місцевих японських газет створити інформаційний пул. Завдяки цьому за поінформованістю у внутрішніх справах країни «Йоміурі» вже не поступалася лідерам газетного бізнесу — «Асахі» й «Майніті». Кореспонденти «Йоміурі» працювали в Нью-Йорку, Лондоні, Парижі, Берліні та інших столицях світу. Це дозволило в 1937 р. довести наклад газети до 880 тис. примірників. 

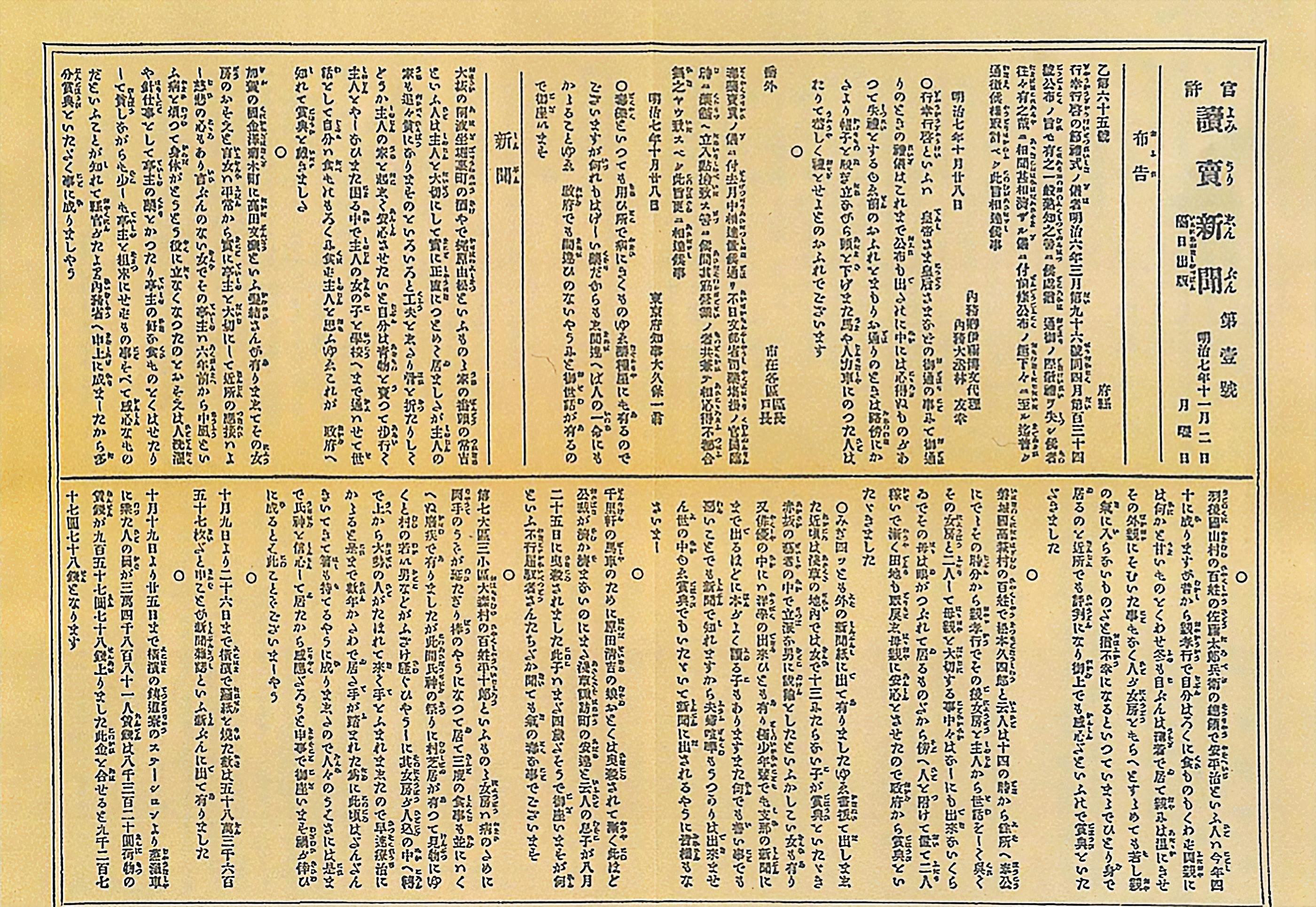
Перший випуск газети «Йоміурі Сімбун»

У 1941 р тираж «Yomiuri» у Токіо став найбільшим серед місцевих газет, а в 1942 р в умовах воєнного часу виданню довелося злитися з газетою «Hochi Shimbun». Нова об'єднана газета отримала логічну назву «Yomiuri-Hochi». [Архівовано 24 листопада 2015 у Wayback Machine.]

## Політичне спрямування газети
«Йоміурі Сімбун» вважається газетою право-центристського консервативного спрямування. Наприклад, американська газета «International Herald Tribune» повідомила, що "найбільша національна газета, «Yomiuri Shimbun», вітала перегляд інформації в навчальних посібниках щодо «жінок для утіх» і Нанкінської (Наньцзінського) різанини в Китаї. А «Wall Street Journal» у свою чергу зазначила, що «Yomiuri Shimbun», найбільша в країні щоденна газета, в одній з передовиць накрила мокрим рядном китайський уряд "через критику з боку офіційного представника МЗС КНР щодо змін в підручниках. Порівняно з іншими газетами має великі рубрики присвячені політиці Японії. Головне коло читачів — політики, економісти, підприємці та службовці.

## Нагороди засновані газетою
З 1948 року газета заснувала літературну премію Йоміурі, лауреатами якої були японські письменники світового рівня Місіма Юкіо та Муракамі Харукі. Також, щорічно газета дає премію «Japan Fantasy Novel Award» за найкращий роман.